# اليوم العالمي للشوكولاتة

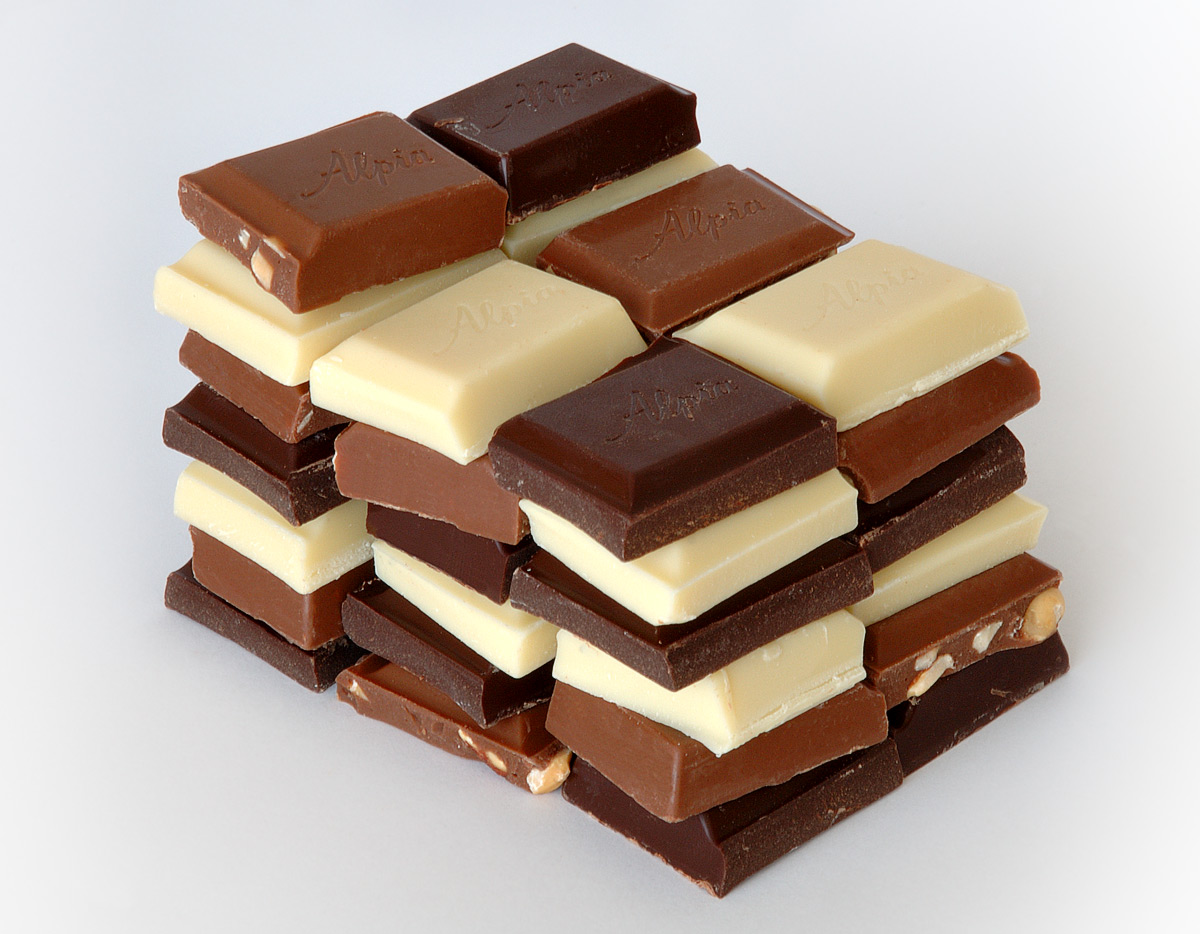
صورة تعرض انواع مختلفة من الشوكولاتة

اليوم العالمي للشوكولاتة، أو مجرد يوم الشوكولاتة،  هو احتفال سنوي بالشوكولاتة، يتم عالميًا في 7 يوليو  يعود تاريخ الاحتفال باليوم العالمي للشوكولاتة إلى عام 2009،  ويقترح البعض أن يوم السابع من يوليو على وجه الخصوص يحتفل بإدخال الشوكولاتة إلى أوروبا في عام 1550.
توجد احتفالات أخرى بيوم الشوكولاتة، مثل يوم الشوكولاتة الوطني في الولايات المتحدة في 28 أكتوبر. يُدرج الاتحاد الوطني للحلوانيين في الولايات المتحدة يوم 13 سبتمبر باعتباره اليوم العالمي للشوكولاتة، ويتزامن مع تاريخ ميلاد ميلتون إس هيرشي (13 سبتمبر 1857). تحتفل غانا، ثاني أكبر منتج للكاكاو، بيوم الشوكولاتة في 14 فبراير. في لاتفيا، يتم الاحتفال باليوم العالمي للشوكولاتة في 11 يوليو.
يدرج الاتحاد الوطني للحلوانيين بالولايات المتحدة أربع عطلات أساسية للشوكولاتة في تقويمهم  (يوم الشوكولاتة (7 يوليو)، ويومان وطنيان للشوكولاتة (28 أكتوبر و 28 ديسمبر)، ويوم الشوكولاتة العالمي (13 سبتمبر) ، بالإضافة إلى متغيرات مثل اليوم الوطني لشوكولاتة الحليب واليوم الوطني للشوكولاتة البيضاء واليوم الوطني للكاكاو.